# وجهات الخطوط الجوية الليبية
تسيّر الخطوط الجوية الليبية الرحلات الداخلية التالية:
- غات.
- أوباري.
- بنغازي.
- طبرق.
- البيضاء.
- طبرق

كما تسيّر رحلات خارجية إلى الدول التالية:
1- تونس:
تونس العاصمة.
صفاقس.
المنستير.
2-مصر:
الاسكندرية.
3-تركيا:
إسطنبول.
4-السعودية:
جدة، لغايات العمرة.
5-السودان:
الخرطوم.
6-الأردن:
عمان.